# Iwan Petrowitsch Sabotin
Iwan Petrowitsch Sabotin (russisch Иван Петрович Заботин; * 26. Septemberjul. / 9. Oktober 1908greg. in St. Petersburg; † 17. März 1955 in Kasan) war ein sowjetischer Wasserbauingenieur und Schriftsteller.

## Leben
Sabotin stammte aus einer armen Familie, die aus dem Dorf in die große Stadt gekommen war, um Geld zu verdienen. Die Mutter war an Lungentuberkulose gestorben. Der Vater wurde im Bürgerkrieg 1919 aus der Roten Armee demobilisiert und zog mit seinem Sohn nach Kasan. Nach dem Mittelschulabschluss 1925 studierte Sabotin am Forstwirtschaftsinstitut Kasan mit Abschluss 1930 als Bauingenieur. Bereits während des Studiums schrieb er erste Erzählungen über die selbstlose Arbeit der Wasserbauarbeiter.
Darauf wurde Sabotin als Vorarbeiter zum Bau von Wasserbauanlagen im Kasaner Rajon Awiastroi geschickt. Daneben studierte er weiter am Moskauer Fernstudien-Institut für Technische Bildung in der Konstrukteur-Abteilung. Er arbeitete beim Bau von Brücken, Staudämmen und Industrieobjekten mit und wurde Leiter der Bauabteilung des Kasaner Stadtsowjets. Während des Deutsch-Sowjetischen Kriegs arbeitete Sabotin im nach Sergei Gorbunow benannten Kasaner Luftfahrt-Werk und in weiteren Rüstungsbetrieben.
Sabotin hatte das Schreiben nicht aufgegeben. Er interessierte sich für Literatur und führte ein Tagebuch, in das er seine Beobachtungen und Gedanken eintrug.
Nach dem Krieg trat Sabotin 1946 in die KPdSU ein. 1947 begann er als Literatur-Berater im Verband der Sowjetischen Schriftsteller in der Tatarischen ASSR zu arbeiten und leitete die Sektion der russischen Schriftsteller. Er schrieb Erzählungen für Kinder und einen Roman über den Mathematiker Nikolai Lobatschewski (1953). 1954 wurde er Mitglied des Schriftstellerverbands der UdSSR.
Sabotins Sohn Jaroslaw (1930–2012) war Mathematiker.
Sabotin starb am 17. März 1955 in Kasan nach langer schwerer Krankheit und wurde auf dem Arskoje-Friedhof neben Lobatschewskis Grab begraben. Auf seinem Grab wurde ein Denkmal mit seiner Büste aufgestellt. 1959 erklärte der Ministerrat der Tatarischen ASSR Sabotins Grab zum Geschichtsdenkmal von regionaler Bedeutung.